# 冬季青鳥在台北
冬季青鳥在台北是經濟民主連合等公民團體發起的中華民國大型社會運動，於2024年12月18至20日舉行，主要訴求為阻擋中國國民黨與台灣民眾黨通過「三大法案」（《公職人員選舉罷免法》、《憲法訴訟法》、《財政收支劃分法》）修正案。

活動視覺圖

抗议活动自12月18日18时30分开始。

## 背景

### 《憲法訴訟法》
中國國民黨立委翁曉玲曾於7月提案將憲法法庭大法官現有總額定義為《憲法增修條文》的15人，後被退回程序委員會。9月時翁曉玲再度提案，並另提案將大法官判決門檻提高為三分之二。修正案在國民黨人數優勢下送出委員會，交付黨團協商。
此修正案引發法律界擔憂，認為該案開改革倒車，且若國民黨與民眾黨杯葛大法官提名則憲法法庭可能癱瘓。
黨團協商在12月16日下午進行，但民進黨立法院黨團為抗議國民黨偷襲更改協商議程及當日上午封鎖會議室而拒絕出席協商。

### 《公職人員選舉罷免法》
中國國民黨曾在7月時提出修正案，主要爭點為提高罷免門檻至以及延後連署時程。民進黨認為，該修正案是國民黨為謝國樑罷免案才提案。此修正案在內政委員會審查時，民進黨因反對該案而與國民黨爆發多次衝突。
國民黨後來的修正案取消提高罷免門檻提高至50%，改為需提供身分證影本，此案在民眾黨支持下逕付二讀。11月時，國民黨立委許宇甄再提出修正案，將罷免門檻提高至被罷免人當選票數+1。
內政委員會在12月16日再度審查相關法案，國民黨立委與高金素梅封鎖會議室並在無民進黨立委及政府官員出席下開會，並於開會3分鐘後將修正案提報院會。18日民進黨立委批評16日的會議違法，而國民黨則希望在20日的院會通過修正案。
提高罷免門檻在送出委員會後有1個月協商時間，故在20日僅排審提供身分證影本部分。

## 時序

### 12月18日
中國國民黨中央黨部外
- 【冬季青鳥在台北：聲討傅崐萁，翁曉玲、許宇甄及北市濫權立委究責會】

由台灣公民陣線、經濟民主連合於中國國民黨中央黨部前舉行集會，抗議中國國民黨團總召傅崐萁、《憲法訴訟法》修正草案提案人翁曉玲、《選罷法》剝奪限制公民罷免權許宇甄，以及所有臺北市的濫權立委。並由陳愷寧擔任主持人。
四大訴求：
1. 批判傅崐萁毀台亂台，癱瘓民選政府，企圖讓台灣黎巴嫩化。
2. 批判翁曉玲版憲法訴訟法。
3. 批判許宇甄版選罷法。
4. 盤點五位北市立委推動哪些民主倒退法案。

究責濫權立委對象（台北、不分區）：
- 翁曉玲、許宇甄
- 王鴻薇、李彥秀、羅智強、徐巧芯、賴士葆

### 12月19日
立法院外
- 【冬季青鳥在台北：12/19（四）討伐傅崐萁大遊行】

由台灣公民陣線、台灣經濟民主連合主辦。並由陳愷寧、羅宜擔任主持人。
捍衛民主五大訴求：
1. 傅崐萁總召下台，退出朝野協商。
2. 藍白莫做傅隨跟班，立委勿與人民為敵。
3. 回復國會合議制民主秩序。
4. 三大爭議法案，退回委員會逐條討論。
5. 總統出面協商紛爭。

### 12月20日

#### 立法院內
民進黨立法院黨團為突破在議場外守夜的國民黨，選擇在19日深夜破窗而入，並在20日凌晨以椅子阻擋大門並占據主席台。而國民黨在當天早上移除椅子後進入議場，將民進黨立委移出主席台後於中午時正式開會。

#### 立法院外
- 【冬季青鳥在台北：回復國會民主，退回三大惡法】

經濟民主連合宣布此次集會由台灣公民陣線、經濟民主連合主辦。並由社會民主黨、時代力量、小民參政歐巴桑聯盟、台灣綠黨、台灣基進五個政黨，以及台灣勞工陣線、綠色公民行動聯盟、民間司法改革基金會、台灣人權促進會、地球公民基金會五個團體合辦。且由台灣公民陣線活動部主任陳愷寧擔任活動主持人。
此次集會之訴求為：
1. 回復國會合議秩序。
2. 退回三大惡法。
3. 討伐傅崐萁。
4. 警告藍白黨人。
5. 賴總統出面協調。

## 後續事件
- 活動主辦：台灣公民陣線、經濟民主連合

### 地方濫權立委究責會
冬季青鳥系列
- 【桃園濫權立委究責會】[21][22]：
  - 時間：2024年12月23日
  - 地點：桃園火車站後站 輝帝G7停車場
  - 究責濫權立委（桃園）：
    - 牛煦庭、涂權吉、魯明哲
    - 萬美玲、呂玉玲、邱若華

- 【新北濫權立委究責會】[23][24]：
  - 時間：2025年1月2日
  - 地點：新北板橋第一運動場
  - 究責濫權立委（新北、基隆）：
    - 洪孟楷、葉元之、張智倫
    - 林德福、羅明才、廖先翔
    - 林沛祥

- 【台中濫權立委究責會】[25][26]：
  - 時間：2025年1月8日
  - 地點：台中樂成宮
  - 究責濫權立委（台中）：
    - 顏寬恒、楊瓊瓔、廖偉翔
    - 黃健豪、羅廷瑋、江啟臣

- 【竹苗濫權立委究責會】[27][28]：
  - 時間：2025年1月15日
  - 地點：苗栗縣竹南保民宮
  - 究責濫權立委（新竹、苗栗）：
    - 鄭正鈐、徐欣瑩、林思銘
    - 陳超明、邱鎮軍

- 【花東濫權立委究責會】[29][30]：
  - 時間：2025年1月19日
  - 地點：花蓮市中山公園
  - 究責濫權立委（花蓮、台東、原住民）：
    - 傅崐萁、黃建賓
    - 鄭天財、黃仁
    - 盧縣一、高金素梅

二月青鳥系列
- 【雲彰濫權立委究責會】[31]：
  - 時間：2025年2月22日
  - 地點：雲林縣虎尾鎮同心公園
  - 究責濫權立委（雲林、彰化）：
    - 丁學忠、謝衣鳯

- 【內地濫權立委究責會】[32][33]：
  - 時間：2025年2月23日
  - 地點：南投縣南投市中興路一街
  - 究責濫權立委（南投）：
    - 馬文君、游顥

### 傅崐萁集團究責會
春季青鳥系列
- 【徐巧芯究責會】[34]：
  - 時間：2025年3月15日
  - 地點：台北市信義區景勤一號公園

- 【林德福、張智倫究責會】[35]：
  - 時間：2025年3月16日
  - 地點：新北市中和區四號公園

- 【萬美玲究責會】[36]：
  - 時間：2025年3月22日
  - 地點：桃園市桃園後火車站G7停車場

- 【牛煦庭究責會】[37]：
  - 時間：2025年3月23日
  - 地點：桃園市龜山區頂湖福德宮前廣場

- 【賴士葆、羅明才究責會】[38]：
  - 時間：2025年3月28日
  - 地點：台北市文山區景行公園

- 【楊瓊瓔究責會】[39]：
  - 時間：2025年4月9日
  - 地點：台中市神岡區社口街460號

- 【魯明哲究責會】[40]：
  - 時間：2025年4月11日
  - 地點：桃園市中壢區水頭伯公天幕廣場

- 【洪孟楷究責會】[41]：
  - 時間：2025年4月12日
  - 地點：新北市林口區黃昏市場

- 【顏寬恒、楊瓊瓔、江啟臣究責會】[42]：
  - 時間：2025年4月13日
  - 地點：台中市豐原區豐源飯店

- 【李彥秀究責會】[43]：
  - 時間：2025年4月16日
  - 地點：台北市南港展覽館捷運站2號出口

- 【呂玉玲究責會】[44]：
  - 時間：2025年4月18日
  - 地點：桃園市平鎮區水尾田頭伯公

- 【廖偉翔、黃健豪、羅廷瑋究責會】[45]：
  - 時間：2025年4月19日
  - 地點：台中市南屯區豐樂雕塑公園

- 【王鴻薇究責會】[46]：
  - 時間：2025年4月20日
  - 地點：台北市中山捷運站3號出口

- 【傅崐萁究責會】[47]：
  - 時間：2025年4月23日
  - 地點：花蓮市石來運轉

- 【黃建賓究責會】[48]：
  - 時間：2025年4月24日
  - 地點：台東市兒童公園

- 【邱若華究責會】[49]：
  - 時間：2025年4月25日
  - 地點：桃園市大溪多目標體育館外籃球場

- 【羅智強究責會】[50]：
  - 時間：2025年4月25日
  - 地點：臺北市大安區通化街夜市

- 【游顥、馬文君究責會】[51]：
  - 時間：2025年4月26日
  - 地點：南投縣（機動宣傳車）

- 【邱鎮軍、陳超明究責會】[52]：
  - 時間：2025年4月27日
  - 地點：苗栗市英才夜市旁人行道

- 【葉元之究責會】[53]：
  - 時間：2025年4月30日
  - 地點：新北市板橋區浮洲車站-僑中二街

- 【謝衣鳳究責會】[54]：
  - 時間：2025年5月2日
  - 地點：彰化縣溪湖鎮北勢福德宮

- 【廖先翔究責會】[55]：
  - 時間：2025年5月3日
  - 地點：新北市瑞芳區圖書館廣場

- 【林沛祥究責會】[56]：
  - 時間：2025年5月9日
  - 地點：基隆市仁愛區慶安宮

### 「看守國會：停審爭議法案！青鳥回防立院」集會[57]
- 時間：2025年7月10日
- 地點：立法院青島東路側天橋下

## 各方反應

### 行政院
行政院院長卓榮泰表示，罷免是直接民權的展現，然而此次《選罷法》修法，卻增添繁複程序，加難人民罷免權利的行使，還扭曲了選民與本屆公職人員在選舉時所立下的委託關係，顯然違背憲法民主審議原則。此次《憲訴法》修正後，勢必增高憲法法庭的運作難度，使得求助的民眾權利無法獲得充分救濟，並已侵犯司法院的權限，破壞五院體制的憲政運作。有關《財劃法》的部分，立法院在未與行政機關充分溝通下，除了法定義務支出外，中央可運用的財源被大幅削減，導致許多政策無法完整執行，尤其許多跨年度的連續性預算無法繼續進行，影響至鉅。
中華民國財政部指出，近年來，中央積極支援地方財政，持續透過中央統籌分配稅款搭配一般性及計畫型補助款挹注地方財源，114年度達1兆151億元，如今修法再增加釋出3753億元，將嚴重衝擊中央施政能量，恐影響經建發展、社會福利及國防、社會安全等施政。

### 中國國民黨
針對對於通過三大修法案的控訴，國民黨主席朱立倫於12月18日在國民黨中常會上表示，「國民黨要反映民意，為了提高國內政治安定，再加上日本、韓國、英國、美國等民主國家的選罷法規定，都要比台灣更嚴格規範，而且門檻要更高，台灣應該修正通過選罷法」。
針對民進黨立委於12月20日凌晨從窗戶進入議場一事，國民黨中央黨部發表「民進黨團難道已成賴清德總統宣布戒嚴的國會禁衛隊？」「要求退出議場，賴清德辭去黨主席職務」的論述，並表示「國民黨用64小時來堅守民主遊戲規則，民進黨用1分鐘打碎民主基本價值，變成強盜匪類，破窗進入議場，佔領議場，無異強暴民主」。

### 民主進步黨
民進黨表示，上個會期的國會擴權法案才剛被憲法法庭判決違憲，凸顯了當初國眾兩黨充滿錯誤的行為。然而，藍白兩黨在傅崐萁從香港返台後，再度故技重施，今天強行通過《選罷法》、《憲訴法》與《財劃法》修正法案。
民進黨批評，這些法案不僅剝奪人民的基本權利，更癱瘓憲法法庭的監督功能，並且掏空中央政府財政，以國、眾兩黨政治利益之圖謀，讓民進黨無法順利有效執政。藍白兩黨一意孤行，完全不顧社會民意沸騰，聯手違反民主程序、踐踏立法精神，強行通過三項極具爭議性法案，這種目無法紀的態度，讓台灣民主蒙上陰影。

### 經濟民主聯合
針對立法院通過其所謂「三大惡法」，經濟民主連合於新聞稿中表示「我們注意到，中國國民黨許多區域立委刻意迴避罷免應附身分證影本之《選罷法》修正案……那此一形同沒收公民罷免權法案推進的結果，就是傅崐萁帶著全體提案與連署立委及內政委員會藍委跳火坑與民意對槓，人民的譴責並將隨後而至。」並於其官網及社群媒體上連同台灣公民陣線宣布發動本次活動。
於12月20日，經濟民主連合召集人賴中強表示，「如果今天《選罷法》真的擋不住三讀的話，希望民主進步黨黨團立刻提出憲法訴訟，因為這樣的條文明顯是違憲的。」

### 學界、律師公會及律師
12月21日，台北律師公會發表聲明，對憲法訴訟法修正感到遺憾 。
24日，周宇修律師表示，憲法法庭目前只能受理已通過的法律，然而當法律生效之後權益傷害也已經造成，「不應該等他（《憲法訴訟法》修正案）生效才救濟，因為侵害無法回復」。同時，他強調，「大法官要受理的話，要創作新的法理」。
中央研究院法律學研究所研究員蘇彥圖表示，這次修法有三個問題：
- 修法後門檻更高，因為要至少10個人出席，9人才能做違憲宣告，在大法官人數不一定能滿額之下，宣判違憲或合憲所需比例會遠大於原本的三分之二。
- 合憲和違憲的門檻並沒有對應、對稱。
- 行政命令、函釋等位階較低的所需宣判門檻和法律一樣高。

和其他國家制度相較，其他國家雖然也會有諸如名額限制等門檻，但也都會有配套措施避免憲法法庭停擺，例如待退大法官沿用至新任大法官接任、聘任代理大法官等。而現今的修法，則「不只可能癱瘓憲法法庭，政黨更能利用大法官人事同意權去『政治侵害』憲法法庭，破壞司法獨立性」。

### 民間
12月24日，彰化縣、嘉義市的學生自發發起舉牌、街講等活動，聲援「冬季青鳥」。